# Steelheart
〈Steelheart〉는 스틸하트의 음반이다. 1990년 5월 10일 출시되었으며 나중에 1991년 새로운 커버와 함께 재발매되었다. 빌보드 200에서 40위에 오르기도 했다. 이 음반은 1991년 미국 음반 산업 협회(RIAA)에 의해 골드 인증을 받았다.

## 트랙 목록
1. "Love Ain't Easy" – 3:41 (밀젠코 마티예비치, 제임스 워드)
2. "Can't Stop Me Lovin' You" – 5:06 (마티예비치)
3. "Like Never Before" – 4:45 (마티예비치, 워드)
4. "I'll Never Let You Go" – 5:06 (마티예비치)
5. "Everybody Loves Eileen" – 6:20 (마티예비치, 워드)
6. "Sheila" – 7:40 (워드)
7. "Gimme Gimme" – 5:23 (마티예비치, 워드)
8. "Rock'N Roll (I Just Wanna)" – 4:10 (마티예비치, 워드)
9. "She's Gone (Lady)" – 6:35 (마티예비치)
10. "Down n' Dirty" – 6:42 (마티예비치, 워드)

## 차트
음반 - 빌보드 (북아메리카)
| 연도   | 차트       | 등수 |
| ------ | ---------- | ---- |
| 1991년 | 빌보드 200 | 40위 |